# Château de Kajaani
Le Château de Kajaani (finnois : Kajaanin linna, suédois : Kajaneborg, Kajaneborgs slott, ou avec l'ancien orthographe Cajanaborg) est un château finlandais. Il a été construit sur l'île Ämmäkoski sur la Kajaaninjoki au centre de Kajaani en Finlande.

## Histoire
Le château a été utilisé comme centre administratif, prison et comme point stratégique sur le plan militaire. Le prisonnier le plus célèbre est l'historien Johannes Messenius (en), qui fut forcé de vivre dans ce château avec des mauvaises conditions de vie entre 1616 et 1635.
La construction du château a commencé en 1604 et fut terminée en 1619. Au début, le château n'était composé que de murs de pierres, deux tours de garde et des bâtiments en bois au milieu de la cour à l'intérieur du château.
Le comte Peter Brahe a ordonné la construction de la seconde phase du château, qui commença dans les années 1650 et pour se terminer en 1666. Durant cette phase, plusieurs bâtiments de bois furent transformés en bâtiments de pierre pour former une forteresse.
Durant la Grande guerre du Nord, les forces Russes assiégèrent le château pendant plusieurs mois, jusqu'au moment où les assiégés durent se rendre par manque de nourriture, de bois de feu et de munitions. Peu après, ils explosèrent le château et emprisonnèrent ses habitants.
En 1917, un plan d'hydroélectricité fut construit à Ämmäkoski.
Le premier pont de bois construit sur les ruines fut construit en 1845. À partir de 1937, l'ile et le château servirent de fondation pour un nouveau pont en béton.
Le pont nommé Linnansilta (le «Pont-château») fut originellement le premier pont traversant la Kajaaninjoki. Après la construction d'autres ponts, le trafic sur celui-ci s'est réduit et les autorités ont commencé un plan pour détruire le pont et restaurer du monument national.